# Another Side
Albums de Corbin Bleu
TBA
Speed of Light
Another Side est le premier album solo de Corbin Bleu.

## Liste des titres
1. Deal with It (Remee, Jay Sean, Joe Belmatti, Mich Hansen) – 3:04
2. Stop (feat. JKing) (Lambert Waldrip, Drew Jordan) – 3:24
3. Roll with You (David Kopatz, Hansen, Belmaati) – 2:59
4. She Could Be (Andrew Fromm, Christopher Rojas, Arnie Roman) – 3:26
5. I Get Lonely (Shaffer Smith, Melvin Spankman, Marcus Allen) – 3:35
6. We Come to Party (Matthew Gerrard, Robbie Nevil, C. Bleu) – 3:04
7. Mixed Up (Bleu, Damon Sharpe, Greg Lawson, Brian Wayy) – 2:54
8. Still There for Me (feat. Vanessa Hudgens) (Gerrard, Nick Carter, Bridget Benenate) – 3:39
9. Marchin' (Sharpe, Lawson, Jonas Jeberg, Simon Brenting) – 3:02
10. Never Met a Girl like You (Gerrard, Nevil, Bleu) – 3:40
11. Homework (feat. JKing) (Steven Durham, Dalevertis Hurd, Bleu, Jaime King, Jr.) – 2:58
12. Push It to the Limit (Gerrard, Nevil) – 3:14

Titres bonus
1. If She Says Yeah (Gerrard, Nevil, Bleu) – 3:57
2. Shake It Off (David Kopatz, Hansen, Belmaati) – 4:06